# Foundryville
Foundryville és una concentració de població designada pel cens dels Estats Units a l'estat de Pennsilvània. Segons el cens del 2000 tenia 265 habitants.

## Demografia
Segons el cens del 2000, Foundryville tenia 265 habitants, 102 habitatges, i 79 famílies. La densitat de població era de 144,1 habitants per quilòmetre quadrat.
Dels 102 habitatges en un 29,4% hi vivien nens de menys de 18 anys, en un 62,7% hi vivien parelles casades, en un 7,8% dones solteres, i en un 22,5% no eren unitats familiars. En el 18,6% dels habitatges hi vivien persones soles el 5,9% de les quals corresponia a persones de 65 anys o més que vivien soles. El nombre mitjà de persones vivint en cada habitatge era de 2,6 i el nombre mitjà de persones que vivien en cada família era de 2,95.
Per edats la població es repartia de la següent manera: un 23,4% tenia menys de 18 anys, un 9,1% entre 18 i 24, un 24,2% entre 25 i 44, un 30,6% de 45 a 60 i un 12,8% 65 anys o més.
L'edat mediana era de 39 anys. Per cada 100 dones de 18 o més anys hi havia 93,3 homes.
La renda mediana per habitatge era de 27.143 $ i la renda mediana per família de 24.583 $. Els homes tenien una renda mediana de 21.875 $ mentre que les dones 16.250 $. La renda per capita de la població era de 15.283 $. Entorn del 16,2% de les famílies i el 17,4% de la població estaven per davall del llindar de pobresa.

## Poblacions més properes
El següent diagrama mostra les poblacions més properes.